# AC Comics
AC Comics (precedentemente nota come Paragon Publications e Americomics) è una casa editrice di fumetti statunitense diretta da Bill Black specializzata in fumetti della golden age di case editrici estinte, i cui diritti d'autore sono divenuti patrimonio pubblico. Pubblica anche una serie di avventure della Modern Age con protagonisti i supereroi della Golden Age che compaiono in queste storie. La serie più famosa di queste è Femforce, che presenta le avventure di un gruppo formato solo da supereroine, uno dei primi gruppi di questo tipo nell'industria del fumetto.
La AC si è guadagnata nel tempo la reputazione di casa editrice di fumetti di supereroi divertenti, ricchi di azione, sempre diretti e che evitano le tematiche cupe di molti fumetti più recenti. Gli artisti della AC spesso ricorrono allo stile conosciuto come "good girl art", reso popolare nell'epoca della Golden Age, che combina linee pulite e attraenti con elementi divertenti. In aggiunta ai supereroi, la AC ha tentato di preservare altri generi di fumetti ispirati alle serie del passato, come i western e le avventure ambientate nella giungla.

## Storia

### Paragon Publications
La AC Comics fu fondata come Paragon Publications nel 1969, anche se i suoi primi fumetti - Paragon Presents e White Savage - non furono pubblicati fino al 1970. Altri fumetti degli inizi della Paragon inclusero Fem Fantastique e Paragon Golden Age Greats (1971), Macabre Western e Captain Paragon (1972), Paragon Magazine e Paragon Super Heroes (1973), Tara on the Dark Continent (1974), Paragon Illustrated e Paragon Western Stars (1975). I primi fumetti della compagnia furono fumetti in bianco e nero venduti a basso prezzo.

### Americomics
Nel 1982, la compagnia cambiò il suo nome in Americomics prima di cambiarlo ancora in AC Comics nel 1984.

### AC Comics
Ora una casa editrice che stampava a colori, la AC fu una delle prime quattro compagnie che stampava a colori che per prime misero in moto il fenomeno di vendita diretta dei primi anni ottanta, scegliendo di vendere i propri fumetti nelle librerie piuttosto che nelle edicole o simili.
Nel 1985, la AC pubblicò il primo numero di Femforce, che viene pubblicato ancora oggi. Altre serie pubblicate ancora oggi, della AC, sono Best of the West e Men of Mystery Comics. Dopo la popolarità del cambio di formato dei membri di Femforce, come Garganta e Tara, la AC fece spesso ricorso alle gigantesse nei suoi fumetti. Attingendo a questo culto, la AC pubblicò delle storie e delle antologie specificamente dirette ai fan delle gigantesse, così come la pubblicazione di un DVD che abbracciava questo tema nello stile tipico degli anni cinquanta, dei film di fantascienza di serie B. Un fumetto sulle gigantesse spesso presente, noto come Gargantarama, fu addirittura aggiunto al fumetto della compagnia delle Femforce.
In più, la AC si espanse verso altri progetti DVD che collezionavano i serial televisivi classici e altro materiale ora di pubblico dominio, così come i film pubblicati a basso costo basati sui suoi personaggi.

## Licenze
La AC Comics utilizzò personaggi della Charlton Comics, in particolare Blue Beetle e Capitan Atomo, nel fumetto Sentinels of Justice. Quando i diritti di questi personaggi furono venduti alla DC Comics, la AC creò una seconda squadra di Sentinelle della Giustizia (continuando la prima fuori dalla continuità), composta di alcuni dei primi personaggi originali, così come di personaggi di pubblico dominio. Molti di questi sono omaggi agli eroi della Charlton e della Quality Comics, come Scarlet Scorpion e Blue Bulleteer (successivamente Nightveil), che si basa sulla versione della Fox Comics di Phantom Lady. Un altro personaggio basato sulla figura di Phantom Lady fu The Black Mistress, di cui il primo episodio fu scritto dall'ex scrittore di Vampirella, T. Casey Brennan.